# 하인리히 제첸
하인리히 오토 제첸 (Heinrich Otto Seetzen, 1906년 6월 22일 ~ 1945년 9월 28일) 은 나치 독일 친위대의 장교로, 살인특무부대의 지휘관 가운데 한 명이었다. 하인츠 제첸 (Heinz Seetzen) 으로도 불렸으며, 최종 계급은 친위대 대령 (SS-Standartenführer) 및 경찰 대령(Oberst der Polizei)이다.
제첸은 빌헬름스하펜의 델리카테센 (Delicatessen) 가게의 외아들로 태어났다. 학생 시절, 철모단 (Stahlhelm)의 청년 조직에 들어갔으며, 마르크부르크 대학교와 킬 대학교에서 법학을 배웠다. 후에 변호사가 되어 여러 법률 사무소에서 일하였다.
1933년 5월 민족사회주의 독일 노동자당 (나치당) 에 입당하고, 돌격대 (SA) 대원이 되었다. 1935년 2월에는 친위대 대원이 되었으며, 오이틴 (Eutin)의 시장 자리를 노렸으나, 시장이 되는 데 실패하고, 그 대신에 오이틴 시장이 된 돌격대 소장 하인리히 뵘커 (Heinrich Böhmcker)의 보좌관이 되었다. 1935년 프로이센 주 비밀 경찰 게슈타포의 구성원으로 발탁되었다.
그 후 아헨, 빈, 슈체친, 함부르크 등지에서 보안 경찰과 SD (친위대 정보부)의 지휘관을 맡았으며, 1941년 6월부터 1942년 7월에 걸쳐 오토 올렌도르프가 이끄는 살인특무부대 D 의 예하의 한 부대의 대장이 되었다. 제첸이 이끄는 부대는 소비에트 연방 남부에서 학살을 자행하였고, 그는 1942년 8월 카셀의 보안 경찰 및 SD 감사관 (Inspekteur der Sicherheitspolizei und des SD, IdS) 이 되었다. 1943년 봄에는 브로츠와프의 IdS가 되었으며, 1944년 4월부터 1944년 8월에 걸쳐 살인특무부대 B의 사령관으로 활동하며 벨라루스에서의 학살을 지휘하였다. 살인특무부대 B는 스몰렌스크와 민스크에서 13만 4000명 이상을 학살하였고, 제첸은 이 임무와 병형해 벨라루스의 보안 경찰 및 SD 사령관 ((Kommandeur der Sicherheitspolizei und des SD, KdS) 에도 임명되었다. 이후 친위대 대령 및 경찰 대령으로 승진하였으며, 마지막 프라하 보안 경찰 서장을 지냈다. 전후에는 가명을 사용하고 함부르크에 숨어있었으나, 곧 영국군에 의해 발견되어 체포되었고, 수감처에서 사이안화 수소로 자살하였다.

## 참고 문헌
- Lawrence D. Stokes: Heinz Seetzen - Chef des Sonderkommandos 10 a. In: Klaus-Michael Mallmann, Gerhard Paul (Hrsg): Karrieren * der Gewalt. Nationalsozialistische T terbiographien Wissenschaftliche Buchgesellschaft, Darmstadt 2004, ISBN 3-534-16654-X
- Ernst Klee: Das Personenlexikon zum Dritten Reich. Fischer, Frankfurt am Main 2007. ISBN 978-3-596-16038-8 {{isbn}}의 변수 오류: 유효하지 않은 ISBN.. (Aktualisierte 2. Auflage)